# Celioinkosa
Celioinkosa is een geslacht van kevers uit de familie van de loopkevers (Carabidae). De wetenschappelijke naam van het geslacht is voor het eerst geldig gepubliceerd in 1951 door Straneo.

## Soorten
Het geslacht Celioinkosa omvat de volgende soorten:
- Celioinkosa basilewskyi Straneo, 1956
- Celioinkosa kivuana (Burgeon, 1935)
- Celioinkosa mirei Straneo, 1995